# アフガニスタンの鉄道

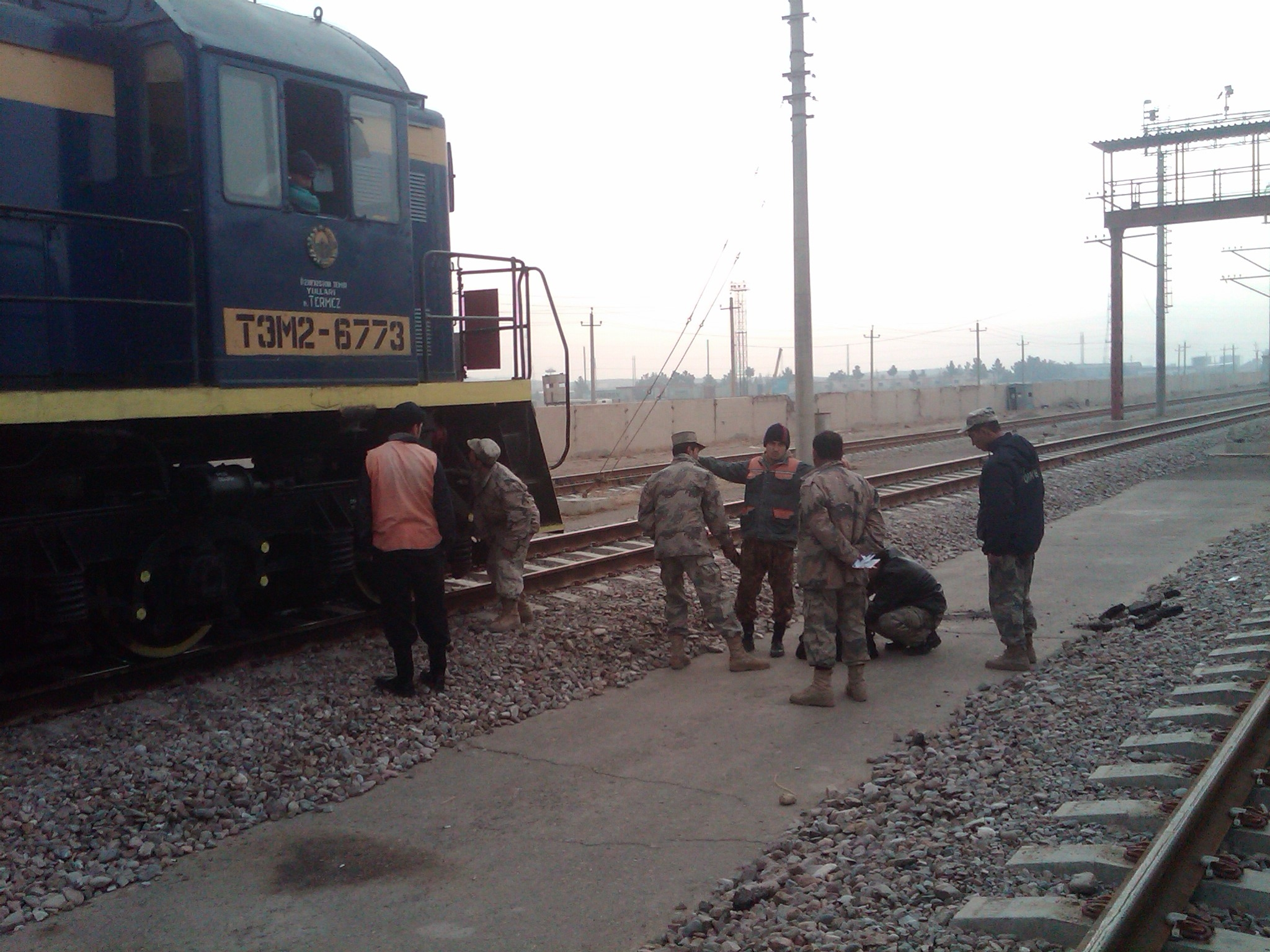
バルフ州ハイーラターン近くで機関車を検査中のアフガン国境警察（ABP）のメンバー。

アフガニスタンの鉄道は19世紀に計画されたが、まだ未完の状態である。1920年代、首都カーブルにて1路線が建設されたが、その後廃止された。経済成長を促進する鉱山開発のプロジェクトを支援するため、様々な鉄道プロジェクトが提案されている。
現在、アフガニスタンのマザーリ・シャリーフとウズベキスタン北部とを結ぶ鉄道がある。アフガニスタン政府は、その路線をカーブルまで拡張し、さらに東部の国境の町であるトールハムまで延長し、そこで隣国パキスタンの国鉄に接続しようと思案している。その事業は、中国冶金グループ株式会社（MCC）によって、2014年までに完了することが期待されていた。このプロジェクトはアジア開発銀行から16,500万ドルの融資を受けた。他にマザーリ・シャリーフとトルクメニスタン間330キロの鉄道を建設するプロジェクトが2013年6月に発表された。インドは鉱山資源の豊富なアフガニスタンのハージーガク峠とイランにあるチャーバハール港に接続する900キロメートルの鉄道路線を建設する計画を立て、建設の援助を行なうと確約している。

## 歴史

### カーブル＝ダルラマン・トラム
1920年代には、アマーヌッラー・ハーンは3両の小型の蒸気機関車をドイツカッセルのヘンシェルから購入し、カーブル（カブール）からダルラマン宮殿間の7キロメートルを結ぶトラム（軌間762ミリメートル）の運行に使用した。そのトラムは後（日付不明）廃止され、機関車はダルラマンのカーブル博物館に保存されている。蒸気機関車に関する雑誌、Locomotive Magazineの1922年12月号によると「アフガニスタンの鉄道の状況は、カーブルからダルラマンまでの6マイルが敷設されており、車両の一部はカーブルの工場で製造されている」そして、同誌1928年8月号によると「アフガニスタンの現時点で唯一の鉄道はカーブルとダルラマンの間5マイルである」とも言及している。

### 産業鉄道
1950年代に水力発電所がカーブルの東スロビに建築された。ヘンシェル社製で1951年製の四輪ディーゼル油圧式機関車（軌間600ミリメートル）（製造番号24892、24993、24994）3両が発電所に提供された。
1979年に鉱山または建設業向けにボンのベディアマシーネンファブリーク製のD35/6 2車軸ディーゼル油圧式機関車5両（軌間600ミリメートル、製造番号150〜154）が、アフガニスタンに引き渡された。
これらの機関車の消息は不明である。

### 軌間

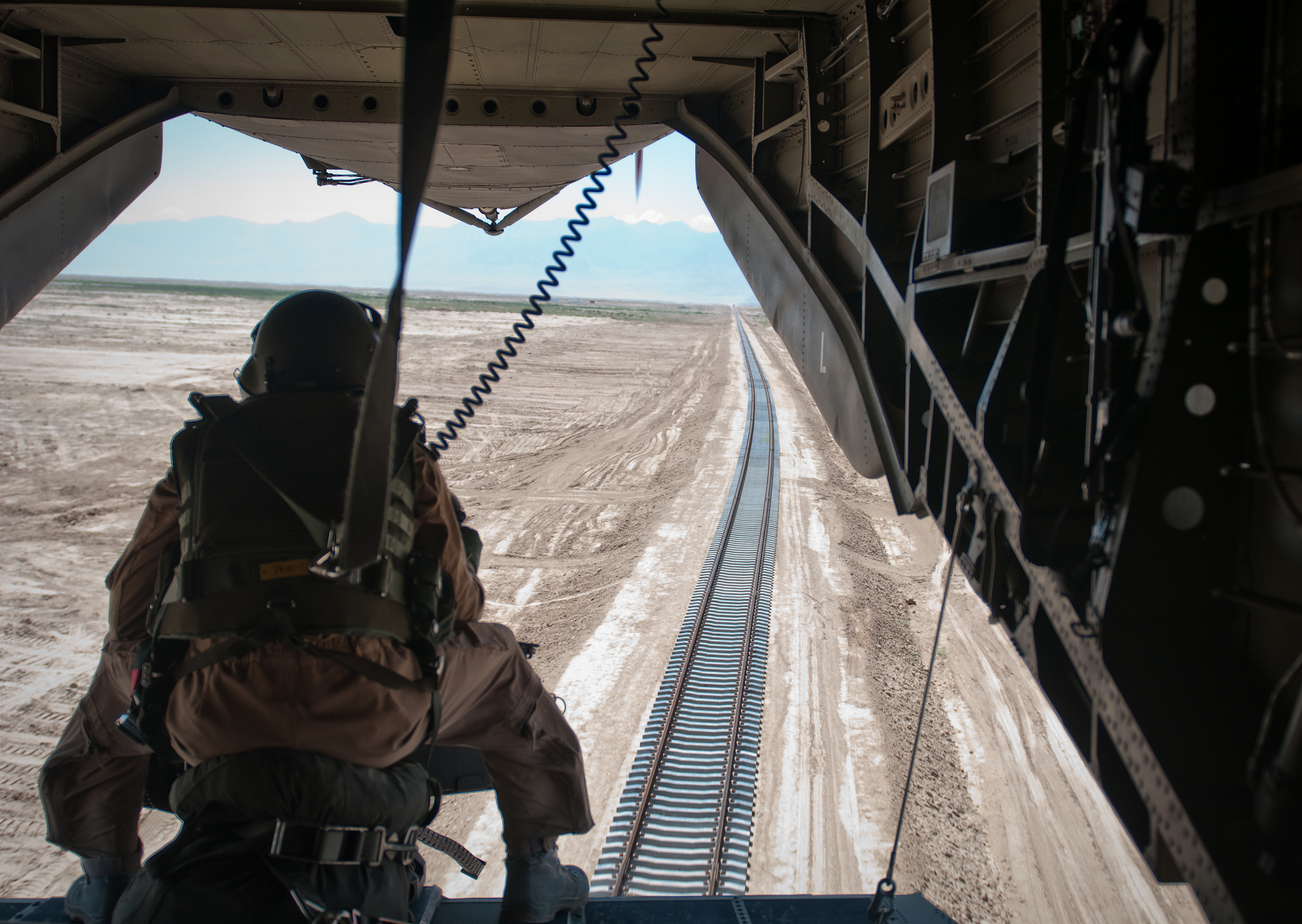
米軍ヘリコプターから見たアフガニスタン＝ウズベキスタン友好橋からマザーリ・シャリーフへ延びる鉄路

アフガニスタンの周辺国で採用されている軌間は3種類あり、それらの国との鉄道路線の接続はほとんどない。
アフガニスタンの鉄道路線は25キロメートル未満であり、軌間は、ロシアで主に採用されている広軌である1520ミリメートルである。イギリスやロシアなどの外国による干渉の助長を抑える戦略的な理由から、これまでのアフガニスタン政府は鉄道建設には消極的であった。
西方のイランおよび東方の中国では、標準軌である1435ミリメートル、南方のパキスタンでは、広軌である1676ミリメートル、北方の中央アジアのトルクメニスタン、ウズベキスタン、タジキスタンでは広軌である1520ミリメートルを採用している。  
2010年、アフガニスタン国内の鉄道網は、標準軌である1435ミリメートルを採用するとした。

## 鉄道駅
2024年現在、アフガニスタンには旅客サービスや旅客駅は存在しない。

## アフガニスタン鉄道公社
アフガニスタン政府は、欧州委員会が提供する技術協力により鉄道建設委員会を形成することにした。それは、2011年7月のG8会議で議論された。鉄道建設委員会は、国内の鉄道網と隣国へ接続する路線を建設するのを監督するために、鉄道網の建設工事の世話を担当している。2011年10月、アジア開発銀行は、アフガニスタン鉄道公社への拠出を承認した。

## 現在の鉄道や今後の計画

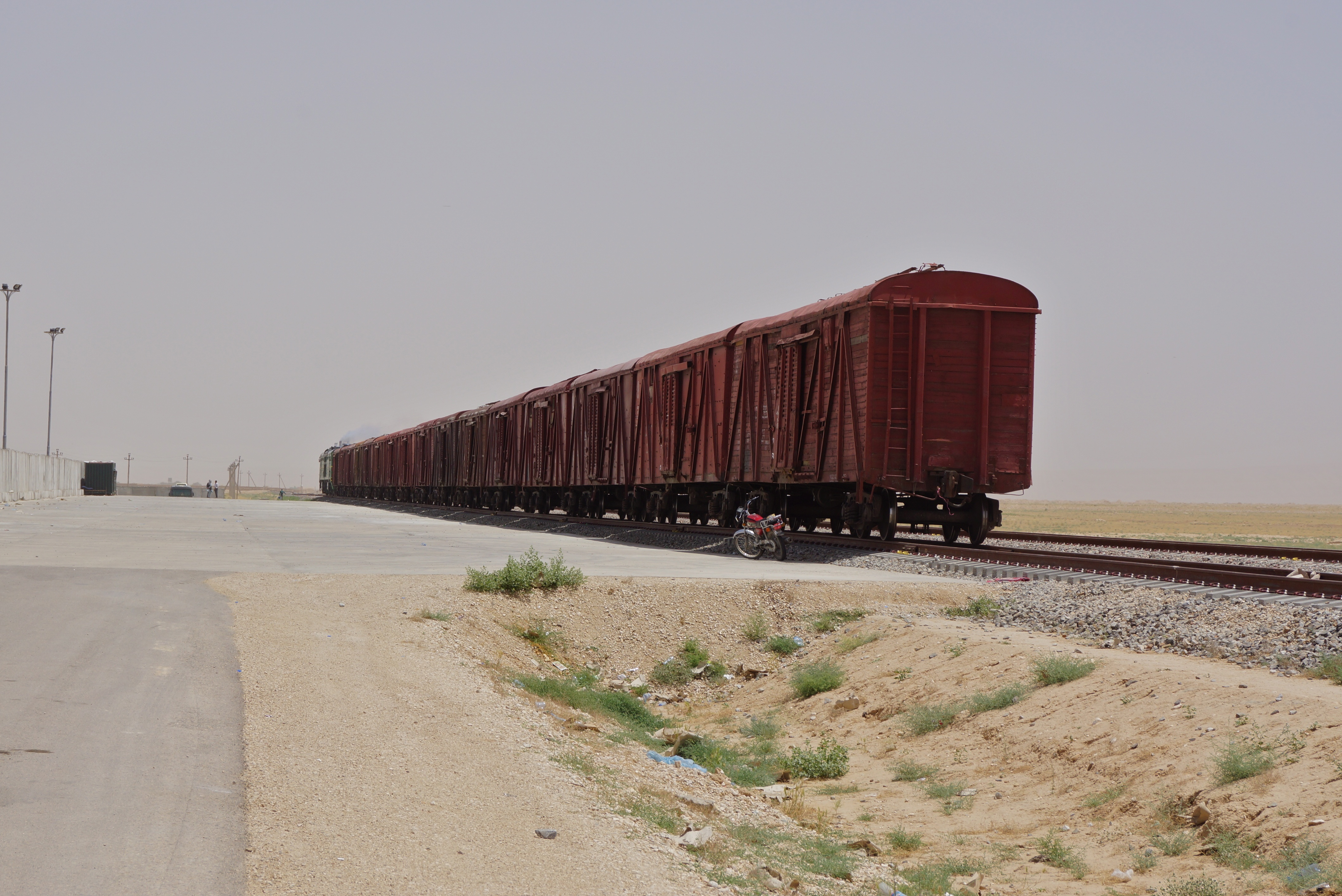
バルフ州北部で運行されている貨物列車

### ウズベキスタンとの鉄道連絡
1980年代初頭、ソ連は、ウズベキスタンのテルメズからアフガニスタンのハイラーバード村までの約15キロの鉄道路線を建設した。アムダリア川をアフガニスタン＝ウズベキスタン友好橋で渡る。2010年1月、アフガニスタンとウズベキスタンの間75キロメートルの路線延長の工事が開始された。軌間はソ連によって建設された区間と同じ1520ミリメートルである。2010年12月には、アフガニスタン復興プロジェクトとして建設資材の輸送が開始された。
ハイーラターンからマザーリ・シャリーフ国際空港までの路線が完成した。その路線の運行は、アフガニスタンの鉄道部門が設立されるまで3年間、ウズベキスタンの国営鉄道であるウズベキスタン鉄道が担っている。貨物輸送サービスは、2011年8月ごろに開始した。

### トルクメニスタンとの鉄道連絡
トルクメニスタンのセルヘタバットからアフガニスタンのタウラグーンディーまでの10キロメートルの延長が行なわれている。この路線はソ連によって建設されたが、2007年に改良が行われた。
アフガニスタンのバルフ州からファーリヤーブ州のアキナ陸上港までの330キロの鉄道軌道の建設が2013年6月に発表された。推定40億アフガニの費用で、ジョウズジャーン州のシェベルガーンを通過し、ファーリヤーブ州のアンドホイ郡にあるアキナ陸上港にてトルクメニスタンの鉄道と接続する路線である。

### パキスタンとの鉄道連絡
パキスタン国鉄の2路線（広軌（1676ミリメートル））が国境付近の町であるチャマンとランディー・コタルまで存在している。2010年7月に、パキスタンとアフガニスタンは、両国間に鉄道路線の敷設を進めて行くための了解覚書に署名した。鉄道路線はパキスタンのクエッタからアフガニスタンのカンダハルまでの区間とパキスタンのペシャワールからアフガニスタンのジャラーラーバードまでの区間を結ぶ。
2012年5月29日には、パキスタンのチャマンからアフガニスタンのスピンボルダックの区間（12キロ）が認可された。

### タジキスタンとの鉄道連絡
アフガニスタンとタジキスタン間に鉄道路線の接続の計画がある。

### 南北回廊
2010年9月、中国冶金グループ株式会社（MCC）は、アフガニスタン鉱山大臣とアフガニスタンの南北鉄道の建設調査をすることに署名した。その路線は、マザーリ・シャリーフからカーブル、それから、アフガニスタン東部の国境の町であるトールハムまで建設される。MCCは、メス・アイナクの銅鉱山の採掘権を獲得し、そこまで鉄道と接続する予定である。MCCは、軌間1676ミリメートルの鉄道路線を921キロメートル建設し、カブールと北はウズベキスタン、東はパキスタンと連結する予定である。

### イランとの鉄道連絡
イランのマシュハドを終点とする標準軌（1435ミリメートル）の貨物線が、アフガニスタンから最も近い路線である。この路線は、現在、ヘラートまでの202キロメートル東に延長されている。2007年4月17日、アフガニスタン外務大臣であったランギーン・ダードファル・スパンターは、フワーフ（ハーフ） - ヘラート間の鉄道（貨物のみ）の執行業務プロジェクトは、2006年に始まったと言った。イラン南部のチャーバハール港からアフガニスタンの領域のハージーガク峠までの鉄道の計画もある。

### ハージーガク - チャーバハール鉄道
インドは鉱山資源の豊富なアフガニスタンのハージーガク峠とイランにあるチャーバハール港に接続する900キロメートルの鉄道路線を建設する計画を立て、建設の援助を行なうと確約している。

### その他の国との鉄道連絡
中国とは2016年から貨物列車が運行している。タジキスタンとは鉄道で連絡されていないが、タジキスタンとの鉄道連絡は2008年に提案されている。

### 異なる軌間の接続
2010年からの鉄道建設の計画により、軌間の異なる路線の接続が5か所発生する。
- カンダハール 1676ミリメートル / 1435ミリメートル
- ハイバル（カイバル）峠 1676ミリメートル / 1435ミリメートル
- タウラグーンディー 1520ミリメートル / 1435ミリメートル
- マザーリ・シャリーフ 1520ミリメートル  / 1435ミリメートル
- シェール・ハーン・バンダル（英語版） 1520ミリメートル / 1435ミリメートル

## 隣接国との鉄道接続状況
- トルクメニスタン - 接続あり
- ウズベキスタン - 接続あり
- タジキスタン - 接続なし
- 中華人民共和国 - 接続なし
- パキスタン - 接続なし
- イラン - 接続なし

## 地図
- “アフガニスタンの地図” (pdf). 国際連合. 2016年2月8日閲覧。
- “UNHCR Atlas Map”. 2016年2月8日閲覧。